# Paul Schott (Oberamtmann)
Paul Schott (* 24. November 1836 in Geislingen an der Steige; † 27. Februar 1907 in Stuttgart) war ein deutscher Verwaltungsbeamter.

## Leben
Schott studierte in Tübingen von 1855 bis 1857 Rechtswissenschaften und von 1857 bis 1859 Regiminalwissenschaft. Seit 1855 war er Mitglied der Burschenschaft Germania Tübingen. 1859 legte er die erste und 1860 die zweite höhere Dienstprüfung ab.
Danach er in die württembergische Innenverwaltung ein.  Er war von 1874 bis 1881 Oberamtmann des Oberamts Leutkirch und von 1881 bis 1902 des Oberamts Marbach. 1902 trat er in den Ruhestand.
Der Jurist und Politiker Ernst Schott war sein Sohn.

## Auszeichnungen
- 1888 Ritterkreuz 1. Klasse des Friedrichs-Ordens